# Kevin Restani
Kevin Gilbert Restani (San Francisco, California, 23 de diciembre de 1951- ibídem,25 de abril de 2010) fue un jugador y entrenador de baloncesto estadounidense que jugó ocho temporadas en la NBA, y seis más en la liga italiana. Con 2,06 metros de estatura, jugaba en la posición de ala-pívot.

## Trayectoria deportiva

### Universidad
Jugó durante cuatro temporadas con los Dons de la Universidad de San Francisco, en las que promedió 16,4 puntos y 10,9 rebotes por partido. En sus dos últimas temporadas fue incluido en el mejor quinteto de la West Coast Conference, tras acabar como mejor reboteador de la conferencia en ambas ocasiones.

### Profesional
Fue elegido en la trigésimo novena posición del Draft de la NBA de 1974 por Cleveland Cavaliers, y también por los Carolina Cougars en el Draft de la ABA, siendo finalmente traspasado por los Cavs a Milwaukee Bucks. Allí jugó tres temporadas, alternándose en la posición de ala-pívot con Dave Meyers. Su mejor campaña fue la temporada 1975-76, en la que promedió 6,0 puntos y 4,6 rebotes por partido.
Con la temporada 1981-82 ya comenzada, fue despedido, siendo fichado por los Kansas City Kings, Allí acabó la misma promediando 2,8 puntos y 2,0 rebotes por partido. al año siguiente regresó a los Bucks, quienes tras una temporada lo traspasaron a San Antonio Spurs, donde se unió a jugadores como George Johnson, Dave Corzine, Mark Olberding, Paul Griffin y Reggie Johnson, siendo conocidos en la década de los 80 como los "Bruise Brothers" por su estilo físico de juego. Su primera temporada en los Spurs fue la mejor de toda su carrera, acabando la misma con 10,7 puntos y 4,7 rebotes por partido.
Mediada la temporada 1981-82 fue despedido, siendo reclamado por los Cleveland Cavaliers, donde acabó la misma promediando 1,6 puntos y 2,3 rebotes por partido. Tras no encontrar equipo en la NBA, ya con 30 años fichó por el Libertas Livorno de la liga italiana, donde jugó cuatro temporadas, fichando posteriormente por el Libertas Forlì y el AMG Sebastiani Rieti, promediando en total 18,6 puntos y 7,7 rebotes por partido.
Tras dejar el baloncesto como jugador, ejerció como entrenador en Italia durante 3 temporadas, regresando posteriormente a su país, donde falleció en 2010, a los 58 años de edad.

## Estadísticas de su carrera en la NBA

### Temporada regular
| Año     | Equipo      | PJ  | PT | MPP  | %TC  | %3P  | %TL  | RPP | APP | ROB | TPP | PPP  |
| ------- | ----------- | --- | -- | ---- | ---- | ---- | ---- | --- | --- | --- | --- | ---- |
| 1974–75 | Milwaukee   | 76  | -  | 23.1 | .440 | -    | .714 | 5.3 | 1.6 | .5  | .3  | 5.4  |
| 1975–76 | Milwaukee   | 82  | -  | 20.1 | .475 | -    | .571 | 4.6 | 1.2 | .4  | .1  | 6.0  |
| 1976–77 | Milwaukee   | 64  | -  | 17.4 | .518 | -    | .500 | 4.1 | 1.4 | .5  | .2  | 5.6  |
| 1977–78 | Milwaukee   | 8   | -  | 10.5 | .464 | -    | .000 | 1.8 | 1.1 | .0  | .1  | 3.3  |
| 1977–78 | Kansas City | 46  | -  | 10.1 | .424 | -    | .818 | 2.0 | .5  | .1  | .1  | 2.8  |
| 1978–79 | Milwaukee   | 81  | -  | 19.7 | .495 | -    | .699 | 4.8 | 1.5 | .4  | .3  | 7.1  |
| 1979–80 | San Antonio | 82  | -  | 24.0 | .508 | .172 | .814 | 4.7 | 2.3 | .7  | .1  | 10.7 |
| 1980–81 | San Antonio | 64  | -  | 15.6 | .520 | .375 | .705 | 2.7 | 1.3 | .3  | .2  | 7.0  |
| 1981–82 | San Antonio | 13  | 0  | 11.2 | .321 | .000 | .750 | 2.7 | .5  | .1  | .3  | 1.6  |
| 1981–82 | Cleveland   | 34  | 0  | 9.9  | .383 | .000 | .583 | 2.3 | .4  | .3  | .2  | 1.6  |
| Total   | Total       | 550 | 0  | 18.4 | .486 | .205 | .717 | 4.0 | 1.4 | .4  | .2  | 6.2  |

### Playoffs
| Año     | Equipo      | PJ | PT | MPP  | %TC  | %3P  | %TL  | RPP | APP | ROB | TPP | PPP  |
| ------- | ----------- | -- | -- | ---- | ---- | ---- | ---- | --- | --- | --- | --- | ---- |
| 1975–76 | Milwaukee   | 3  | -  | 11.0 | .200 | -    | .000 | 1.7 | .3  | .3  | .0  | .7   |
| 1979–80 | San Antonio | 3  | -  | 24.7 | .607 | .000 | .444 | 5.3 | 1.0 | .0  | .3  | 12.7 |
| 1980–81 | San Antonio | 3  | -  | 3.7  | .333 | .000 | .000 | .7  | .0  | .0  | .3  | .7   |
| Total   | Total       | 9  | -  | 13.1 | .528 | .000 | .444 | 2.6 | .4  | .1  | .2  | 4.7  |